# أوديمار بيغيه
مجموعة أوديمار بيجيه المتحدة (
تنطق بالفرنسية: [odmaʁ piɡɛ]
)، شركة سويسرية متخصصة في صناعة الساعات الميكانيكية الفاخرة، يقع مقرها الرئيسي في لو- براسوس، سويسرا. تأسست الشركة من قبل جولز لويس أوديمار في عام 1875، بينما تم تغيير اسم الشركة إلى أوديمار بيجيه (الاسم الحالي) في عام 1881. كانت الشركة مملوكة للعائلة منذ تأسيسها.
اشتهرت الشركة بساعات مرموقة مثل ساعة اليد رويال أوك، في عام 1972، ساعدت تلك العلامة التجارية على ارتقاء الشركة إلى الصدارة في صناعة الساعات. كان أحد إنجازات أوديمار بيجيه الأولية هو إنشاء أول ساعة في العالم تتكرر فيها الدقائق في عام 1892. في عام 1934، طورت الشركة أول ساعة هيكل عظمي وصنعت بعضا من أنحف الساعات في العالم، مثل ساعة ألترا 1986، ساعة يد بزوبعة أوتوماتيكية رفيعة عيار 2870.

## التاريخ

### التاريخ المبكر

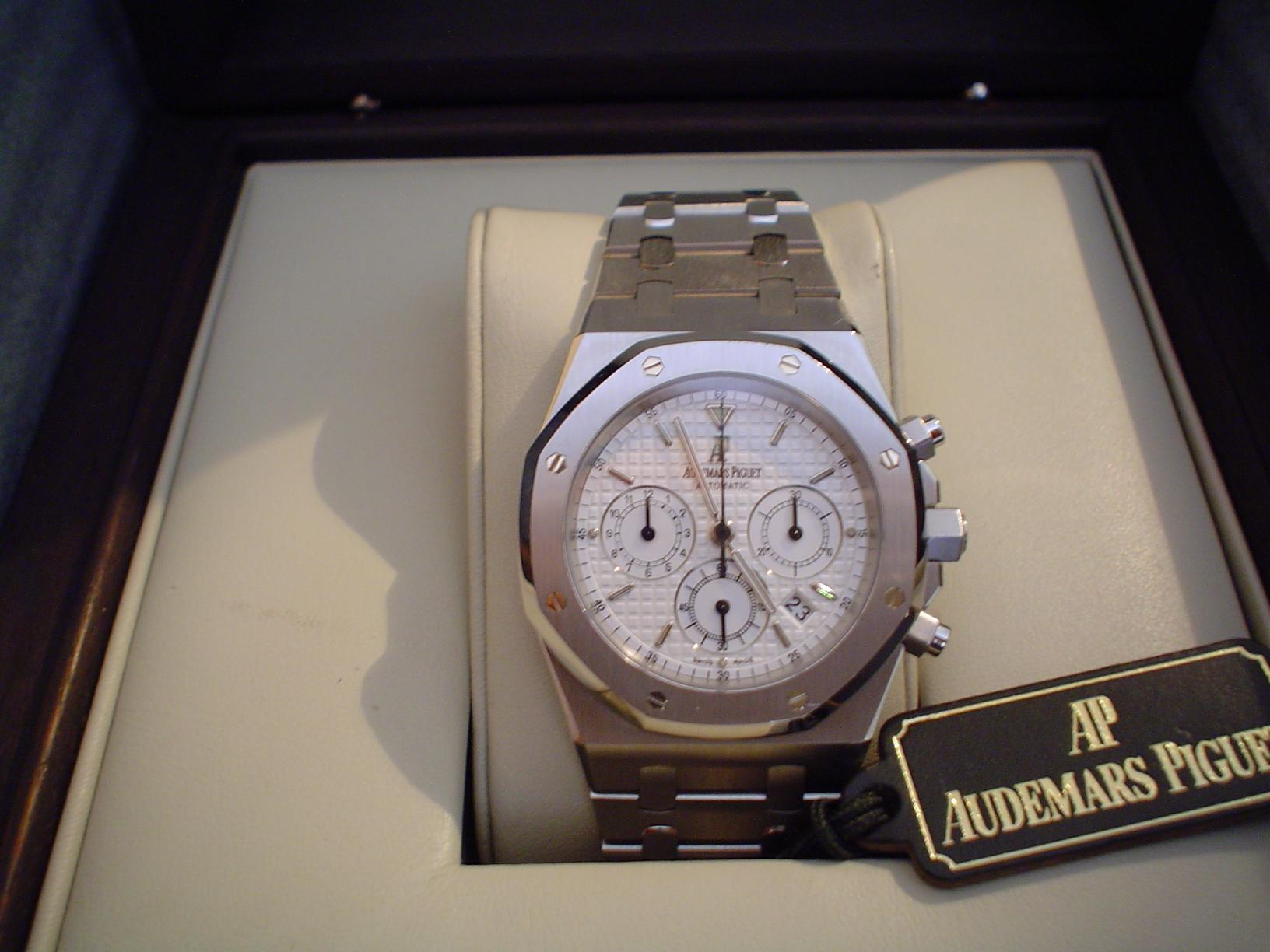
كرونوغراف اوديمار بيجيه رويال اوك

ربطت علاقة صداقة بين جول لويس أوديمار وإدوارد أوغست بيجيه في فترة طفولتهما، انقطعت تلك العلاقة فترة زمنية ولم يتقابلا مرة أخرى حتى عام 1874 عندما أصبحا في أوائل العشرينات من عمرهم. في عام 1875، شكلوا شراكة وبدأوا أعمالهم. في عام 1881، تم الإعلان عن تأسيس شركة مجموعة أوديمار بيجيه رسميا في لو براسوس، قرية داخل قرية دو جوكس في سويسرا.
في الماضي، عمل كل من أوديمار وبيجيه كصانعي ساعات. ابتكرت أوديمار حركات ساعة معقدة عند مقارنتها مع مصنعي الساعات الأخرين مثل تيفاني أند كومباني. مع تأسيس الشركة، قاموا بتخصيص المسؤوليات وتخصص كل فرد منهم في مهمة ما، على سبيل المثال، تخصص بيجيه في تنظيم حركات الساعة والمبيعات والإدارة بينما تخصص أوديمار عن الإنتاج والجوانب الفنية.
ضم قادة الشركات من الجيل الثاني بول لويس أوديمار وبول إدوارد بيجيه بينما ضم الجيل الثالث جاك لويس أوديمار وبوليت بيجيه.

### التطورات الحديثة
في سبعينيات القرن الماضي، ارتقت مجموعة أوديمار بيجيه إلى مكانة مهمة في مجال صناعة الساعات، خاصة بعد تقديم مجموعة رويال أوك.
ينتمي الجيل الرابع من مديري المجموعة إلى عائلة أوديمار، مثل ياسمين أوديمار، أوليفييه فرانك إدوارد أوديمار. حاليا، تعتبر الشركة عضوا نشطا في اتحاد صناعة الساعات السويسرية إف إتش وتنتج ما يقرب من 40,000 ساعة سنويا.

## الشعار والعلامة التجارية
أعلنت مجموعة أوديمار بيجيه في عام 2012، عن شعارها الجديد:
«لكسر القواعد، يجب عليك أولا أن تتقنها».

## تصنيع الساعات

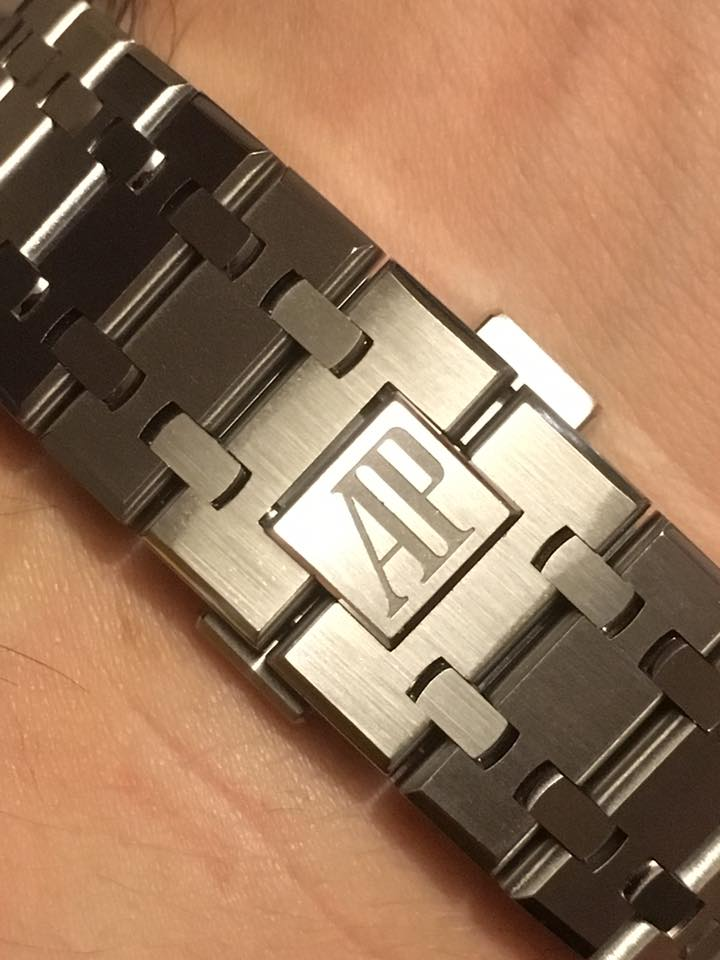
سوار ساعة رويال أوك.

### أبرز الإختراعات وبراءات الإختراع
فيما يلي بعض أبرز الإختراعات وبراءات الإختراع الخاصة بشركة أوديمار بيجيه:
- في عام 1892، تم إنشاء أول حركة لتكرار الدقائق في ساعة يد، تم بيع الساعة فيما بعد إلى لويس براندت فرير (أوميجا اس ايه).[Note 1][13][14][24]
- في عام 1899، تم الإعلان عن إطلاق ساعة الجيب «جراند كومبليكشن» مع 7 تعقيدات، مثل الصوت العالي، الصوت الصغير، مكرر الدقائق، المنبة، التقويم الدائم، صوت الثواني، الكرونوغراف مع الثواني القافزة وعقرب الثواني المقطوع.[5][9]
- في عام 1921، تم الإعلان عن إطلاق أول ساعة يد في العالم بإسلوب ساعة القفز، سميت الساعة «كاليبر إتش بي في إم 10».[5][9][15]
- في عام 1934، تم الإعلان عن إطلاق أول ساعة هيكل عظمي.[15][25]
- في عام 1946، تم الإعلان عن إطلاق أنحف ساعة في العالم، بسمك 1.64 ملم.[26][27][28]
- في عام 1972، تم الإعلان عن إطلاق أول ساعة يد رياضية فاخرة في العالم، من طراز رويال أوك.[5][29]
- في عام 1986، تم الإعلان عن إطلاق ساعة يد توربيون أوتوماتيكية فائقة الرقة (عيار 2870)، يبلغ سمكها 5.3 مم فقط (بما في ذلك العلبة).[5][30]
- في عام 1995/ 1996، تم الإعلان عن إطلاق أول ساعة يد أوتوماتيكية في العالم من طراز جراند كوملبيكشن (عيار 2885).[5][31]
- في عام 2006، تم الإعلان عن إطلاق أول ميزان بدفع مباشر في العالم، اعتمد الميزان على تصميم صانع الساعات روبرت روبن في القرن الثامن عشر.[5][32][33]
- في عام 2007/ 2008، تم الإعلان عن إطلاق أول ساعة بعلبة كربونية وحركة كربونية.[5][34]
- في عام 2015، تم الإعلان عن إطلاق أول كرونوغراف ميكانيكي في العالم، بذاكرة مستقلة وثلاث عجلات عمودية. أطلق عليها رويال أوك، يرتديها الآن مايكل شوماخر.[35]
- في عام 2019، تم الإعلان عن تقديم أنحف تقويم تلقائي دائم في العالم.[36]

## المعايير البيئية

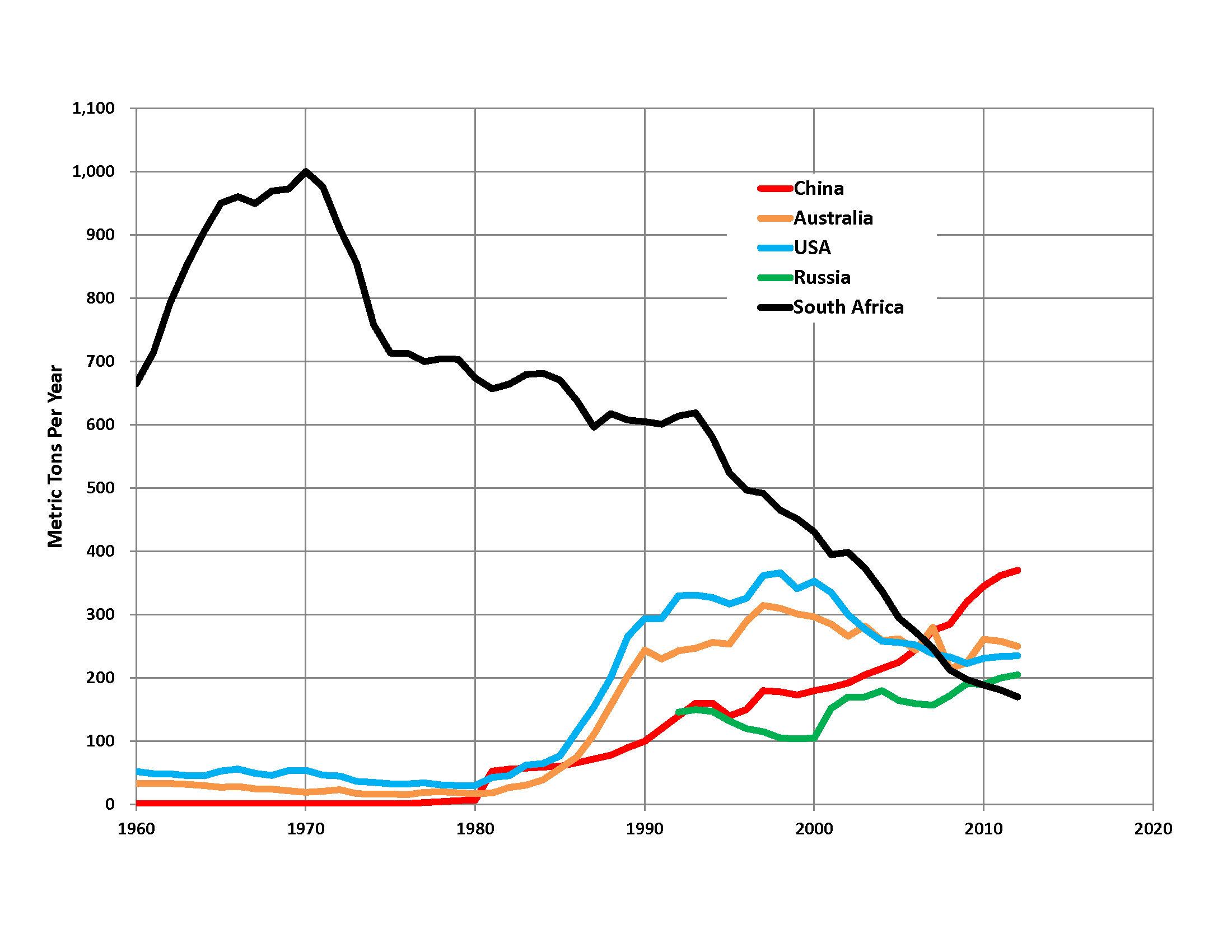
أكبر خمس دول إنتاجا للذهب

في ديسمبر 2018، أعلن الصندوق العالمي للطبيعة (WWF) تقريرا رسميا عن تصنيف بيئي لخمسه عشر (15) شركة كبرى لتصنيع الساعات والمجوهرات في سويسرا. حصلت فيها كلا من مجموعة أوديمار بيجيه، باتك فيليب، بريغيه ورولكس على أدنى تصنيف بيئي. يدل هذا المركز على اتخاذ تلك الشركات أقل إجراءات ممكنة لمعالجة تأثير أنشطتها التصنيعية على البيئة وتغير المناخ. كما تعرضت المجموعة لحملة نقد واسعة جراء افتقادها إلى الشفافية في أنشطة التصنيع ومصادر المواد الخام الثمينة كالذهب والمجوهرات والتي تعتبر سببا رئيسيا لقضايا البيئة مثل التلوث، إزالة التربة والغابات. تزداد تلك الحملات في بلاد بعينها الأكثر إنتاجا للذهب مثل الصين، روسيا وجنوب أفريقيا. تشير تقديرات الصندق العالمي للطبيعة أن قطاع الساعات والمجوهرات يستخدم أكثر من 50% من الناتج العالمي السنوي (أكثر من 2,000 طن).

## نماذج بارزة
تحتوي التشكيلة الحالية من مجموعة ساعات أوديمار بيحيه ساعات متنوعة مثل رويال أوك، رويال أوك كونسيبت، رويال أوك أوفشور، ميليناري، جولز أوديمارز، هاوت جولاري الكلاسيكية وكود 11.59.

### رويال أوك/ كونسبت/ أوفشور
تعتبر ساعة رويال أوك أكثر ساعات الشركة إنتشار بقاعدة جماهيرية كبيرة بين الملوك مثل محمد بن سلمان ولي عهد السعودية، فيليب السادس ملك إسبانيا ومحمد رضا شاه إيران والرياضيين مثل ليونيل ميسي لاعب نادي برشلونة الأسباني. صمم الساعة جيرالد جينتا وقدمتها الشركة للمرة الأولى في عام 1972 في معرض باسيل ورلد خلال أزمة كوارتز، صمم جينتا أيضا ساعات بارزة أخرى لشركات عالمية مثل ناتولس، إحدى أفضل إصدارات شركة باتك فيليب. تعتبر ساعة رويال أوك أول ساعة رياضية فارهة في العالم. استوحى جينتا تصميم الساعة من خوذات الغوص التقليدية لذلك تتميز الساعة برؤوس لولبية مكشوفة. لم يقتصر التصميم على شكل الساعة فقط بل شمل تصميم فريد للعلبة والسوار.
للاحتفال بالذكرى السنوية العشرين لوريال أوك، استأجرت أوديمار بيغيه إيمانويل جيوت، مصمم شاب آنذاك، لتصميم ساعة جديدة باسم رويال أوك أوفشور. قدمت الساعة في عام 1993، مع علبة أكبر بكثير وصل قطرها تقريبا إلى 42 مم بينما كانت الأصلية 39 مم فقط. حققت الساعة نفس نجاح سابقتها تقريبا.

### ميلناري
تم إطلاق مجموعة ميلناري في عام 1995. كان الهدف من التصميم الفريد هو منح الفرد رؤية ثلاثية الأبعاد لحركة الساعة القياسية. يبرز قرص الساعة غير المتمركز بارزا مع إطلالة على عجلة الاتزان. تتميز المجموعة بعلبتها البيضاوية بالإضافة إلى بلور الياقوت المقبب بها. صرحت الشركة أن عيار 4104 يسمح برؤية المزيد من المكونات على القرص. تشترك جميع ساعات ميلناري في علبتها الفريدة والساعة الدمشقية الفريدة.

### جولز أوديمارس
سميت مجموعة جولز أوديمارس على اسم أحد مؤسسي الشركة جولز أوديمارس. في عام 1875، أطلقت الشركة 20 حركة معقدة، استخدمت لاحقا كضمان جودة عند تأسيس جولز وبيجيه الشركة في عام 1881. تتميز جميع ساعات المجموعة بشكلها الدائري ويحتوي بعضها على توربيون، مكرر الدقائق وتقويم دائم.

### كود 11.59
في عام 2019، أعلنت مجموعة أوديمار بيغيه عن إطلاق مجموعة كود 11.59 في معرض هاوت هورولجيري. تعتبر تلك المجموعة هي أخر إصدارات المجموعة. تتميز جميع ساعات كود 11.59 بحلقة فصل بأرقام تصور الثواني للوقت فقط، مقياس سرعة لطراز الكرونوغراف، مؤشر أسبوع لنموذج التقويم الدائم. تتميز البلورات الموجودة على جميع الساعات في هذه المجموعة بانحناء فريد يغير طريقة ظهور المينا في زوايا معينة.
كما تتميز بتصميم من ثلاث قطع مع قسم مثمن في المنتصف.

## الرعاة والمالكون البارزون

### الرياضيون

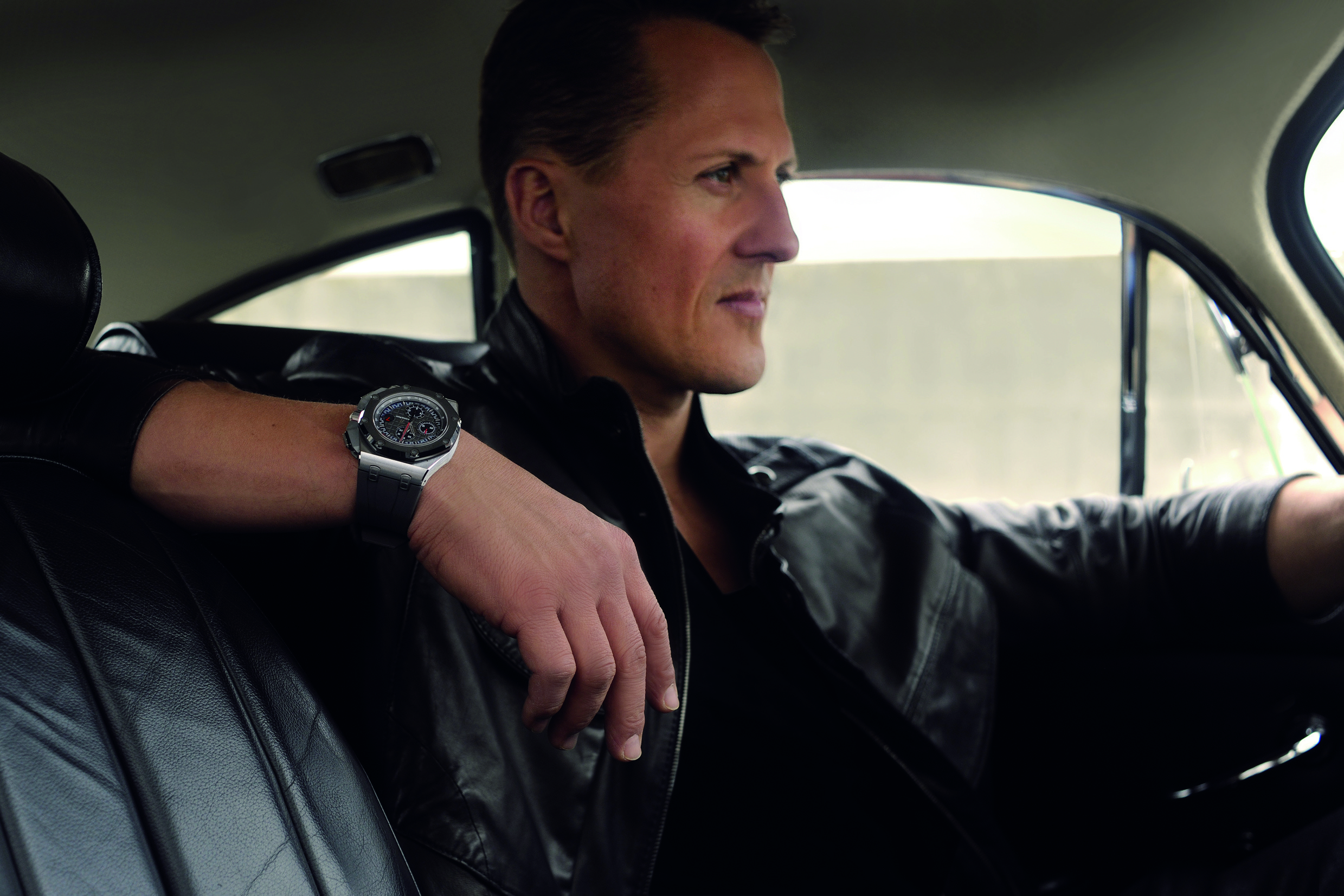
مايكل شوماخر في إعلان لساعة رويال أوفشور كرونوغراف

- ليبرون جيمس، لاعب كرة سلة أمريكي (سفير العلامة التجارية).[58]
- ليونيل ميسي، لاعب كرة قدم أرجنتيني (سفير العلامة التجارية).[59]
- مايكل شوماخر، سائق سيارات سباق ألماني (سفير العلامة التجارية).[60]
- ساشين تندولكار، لاعب كريكيت هندي (سفير العلامة التجارية).[61]
- سيرينا ويليامز، لاعبه تنس أمريكية (سفيرة العلامة التجارية).[62]

### المشاهير
- توم كروز، ممثل أمريكي.[63][64]
- كيفن هارت، ممثلوكوميدي أمريكي.[63][65]

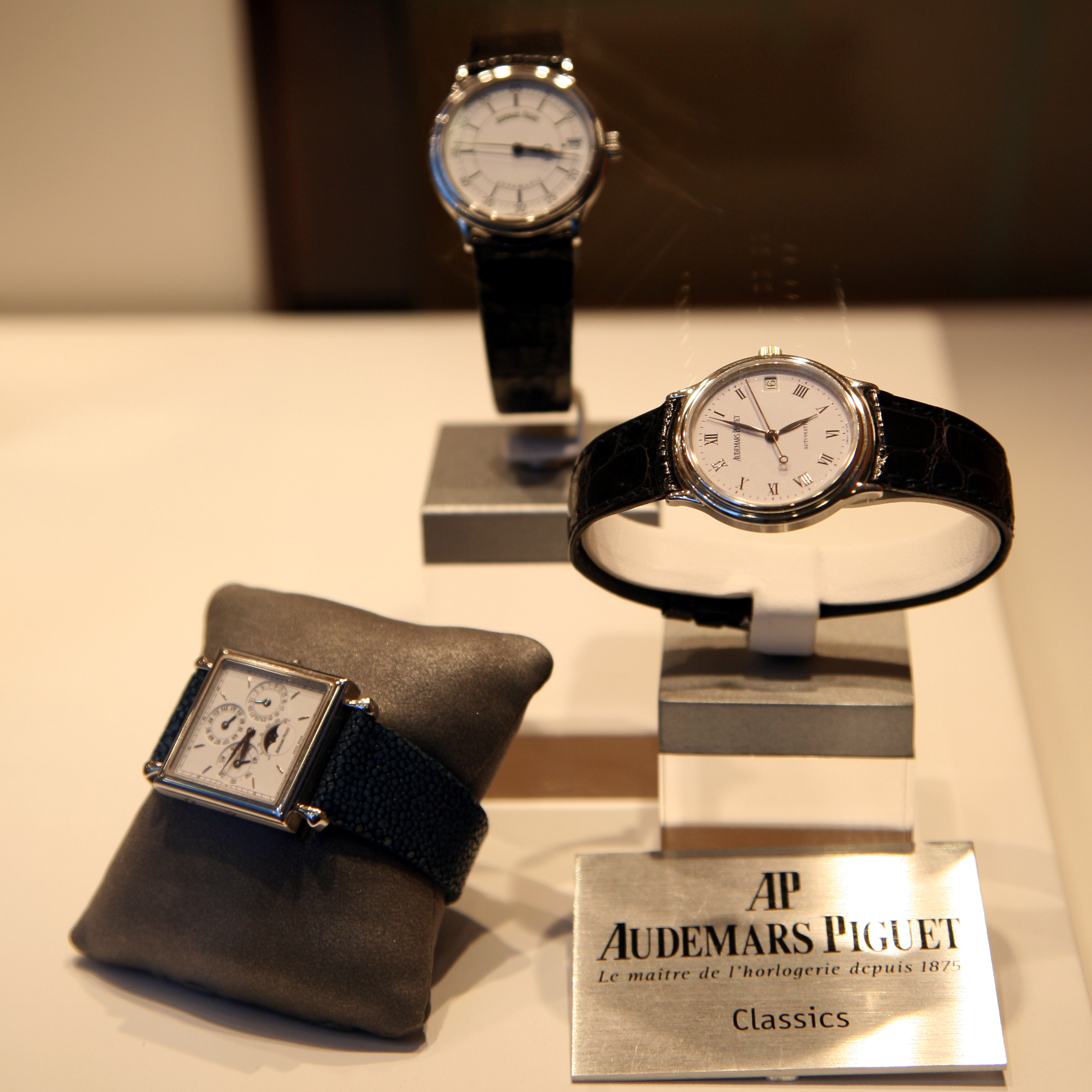
سلسلة أوديمار بيجيه الكلاسيكية

- كيم كارداشيان، شخصية تلفزيونية أمريكية.[66]
- جون ماير، مغني أمريكي.[67]
- أرنولد شوارزنيجر، ممثل أمريكي وحاكم ولاية كاليفورنيا السابق.[68]
- هاري ستايلز، مغني أمريكي.[69]
- جي-زي، مغني راب أمريكي.[70]
- جي- هوب، عضو فرقة بي تي إس.[71]

### الملوك
- محمد رضا شاه، شاه إيران.[72]
- خوان كارلوس الأول، ملك أسبانيا.[73][74]
- فيليبي السادس، ملك إسبانيا.[74]
- مايكل أمير كينت، المملكة المتحدة.[73][74]
- محمد بن سلمان، ولي عهد المملكة العربية السعودية.

## الملاحظات
1. 1 2  In 1892, Audemars Piguet created the world's first wristwatch minute-repeating movement, at the request of Louis Brandt, the founder of Omega SA. In the same year, Omega assembled the world's first minute-repeating wristwatch with this movement. The 18K-gold wristwatch is now kept in the Omega Museum in Biel/Bienne, Switzerland.

## وصلات خارجية
- مقارنة بين ساعة من تصميم باتك فيليب وساعة من تصميم أوديمار بيغيه.
- نبذه عن شركة أوديمار بيغيه.